# Nguyễn Thái Học
Nguyễn Thái Học (Hán tự : 阮太學 ; 1er décembre 1902 — 17 juin 1930) est un révolutionnaire vietnamien qui fut le fondateur du Việt Nam Quốc Dân Đảng, le parti nationaliste vietnamien, quand il était étudiant à l'université de Hanoi. Il fut capturé et exécuté par les troupes coloniales françaises après l'échec de la mutinerie de Yên Bái du 10 février 1930.
De nombreuses villes du Vietnam ont donné son nom à leurs principales rues, que ce soit dans le nord ou le sud du Vietnam malgré la division du pays. L'une de ces rues les plus remarquables est la rue Nguyễn Thái Học (en), à Hanoï.